# Michael Wildegger
Michael Wildegger (* 29. September 1826 in Augsburg; † 29. Juli 1912 in Nördlingen) war katholischer Geistlicher und Mitglied des Deutschen Reichstags.

## Leben
Wildegger besuchte die Lateinschule, das Gymnasium und Lyceum in Augsburg und die Universität München. Am 6. August 1851 wurde er zum Priester geweiht. Er war Hofmeister bis 1855, Lehrer und Professor in Lindau und Haunstetten, sowie Militärprediger bis 1859. Danach war er Professor der Religionslehre am Gymnasium in Dillingen. Zwischen 1866 und 1904 war er katholischer Stadtpfarrer in Nördlingen, St. Salvator. Auf seinen Wunsch gründeten die Franziskanerinnen von Maria Stern 1868 in der Stadt eine Niederlassung. Anfangs eine Fortbildungsschule mit vier Schwestern, haben sich daraus die Fachakademie für Sozialpädagogik Maria Stern Nördlingen und die Realschule Maria Stern entwickelt. Wildegger war weiter an der Gründung des Katholischen Vereins für das Ries und des Katholischen Gesellenvereins beteiligt. Seit 1882 bischöflicher Dekan des Kapitels Donauwörth und seit 1891 bischöflich Geistlicher Rat. Im Jahr 1900 beteiligte er sich an der Gründung des Lehrlingsvereins und des Dienstmädchenvereins. Der 1902 von ihm mit gegründete Verein für ambulante Krankenpflege schuf den Weg für das heutige Altenheim und die Sozialstation St. Vinzenz.

## Abgeordneter
Von 1875 bis 1881 und von 1885 bis 1899 war er Mitglied der Bayerischen Kammer der Abgeordneten und von 1884 bis 1898 war er Mitglied des Deutschen Reichstags für den Wahlkreis Schwaben 2 (Donauwörth, Nördlingen, Neuburg) und die Deutsche Zentrumspartei.

## Ehrungen
Wildegger war Inhaber des Ehrenkreuzes des Ludwigsordens und ist in einem gemeinsamen Priestergrab der Stadtpfarrer von Nördlingen auf dem Friedhof St. Emmeram beerdigt, das noch heute von seiner Pfarrei St. Salvator gepflegt wird.

## Wildegger-Stiftung
Die Pfarreiengemeinschaft Nördlingen hat am 18. Oktober 2020 eine unselbstständige Stiftung gegründet, die nach dem engagierten Pfarrer benannt wurde, mit einem Startkapital von 50.000 Euro ausgestattet werden soll und kirchliche Gruppen und Bauprojekte unterstützen will. Verwaltet wird sie von der VR-Bürgerstiftung Ries.